# Abu Walaa
Ahmad Abdulaziz Abdullah Abdullah (arabisch أحمد عبد العزيز عبد الله عبد الله, DMG Aḥmad ʿAbd al-ʿAzīz ʿAbd Allāh ʿAbd Allāh; * 1984), genannt Abu Walaa (arabisch أبو ولاء, DMG Abū Walāʾ), ist ein aus dem Irak stammender und in Deutschland aktiver salafistischer Prediger. Er ist der mutmaßlich höchste Vertreter der Terrororganisation Islamischer Staat (IS) in Deutschland und hat junge Muslime in Deutschland für den IS angeworben. Er wurde im November 2016 verhaftet; im September 2017 wurde der Strafprozess eröffnet. Am 24. Februar 2021 wurde er wegen Unterstützung und Mitgliedschaft in einer terroristischen Vereinigung zu einer Freiheitsstrafe von zehneinhalb Jahren verurteilt.

## Hintergrund

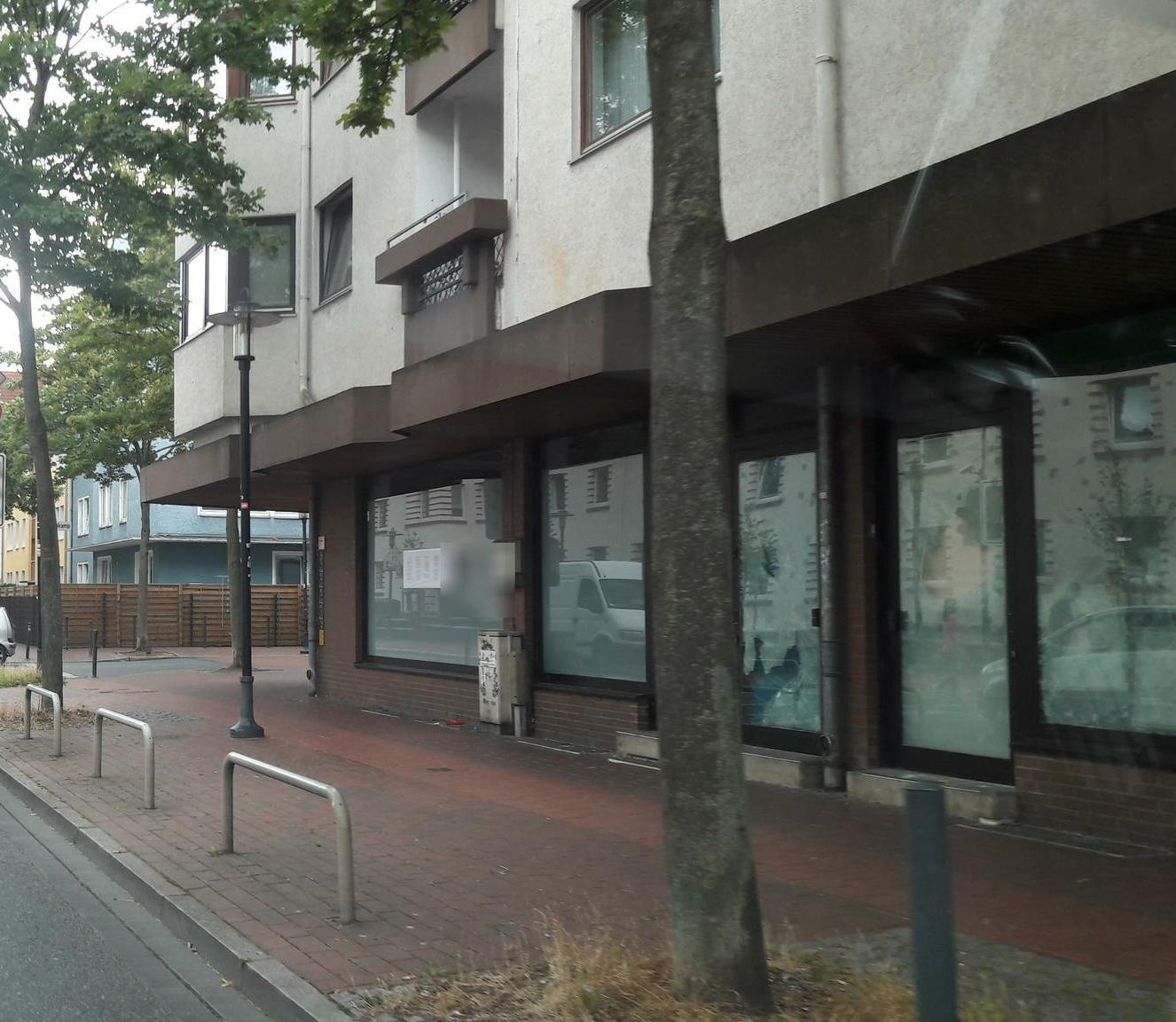
Moschee des Deutschsprachigen Islamkreises (DIK) in Hildesheim

Abu Walaa stammt aus Kirkuk und reiste 2001 nach Deutschland ein, wo er einen Asylantrag stellte. Nachdem er sich als Jeansverkäufer und Vertreter eines Softdrinks versucht hatte, betätigte er sich in Hildesheim als islamischer Prediger und war durch seine Videopredigten überregional vielen Muslimen bekannt. Er predigte in der 2012 gegründeten Moschee des Deutschsprachigen Islamkreises Hildesheim e. V. (DIK). Gegen den Verein lief seit einer Razzia im Juli 2016 ein vom Niedersächsischen Innenminister Boris Pistorius eingeleitetes Verbotsverfahren. Der Generalbundesanwalt beim Bundesgerichtshof teilte mit, Abu Walaa sei bei zahlreichen salafistischen Veranstaltungen als Redner aufgetreten. Er geht davon aus, dass das Ziel des von ihm angeführten Netzwerks gewesen sei, Personen an den IS nach Syrien zu vermitteln. Am 14. März 2017 verbot Innenminister Pistorius den Verein.
Auf verschiedenen islamistischen Seiten auf Facebook war Walaa zu sehen. Bekannt wurde er als „Prediger ohne Gesicht“, weil er in seinen Videos meist nur von hinten zu sehen ist. Oft trägt er einen schwarzen Umhang mit Kapuze, ähnlich der Darstellung des Propheten Mohammed in der islamischen Ikonografie. Walaa lag mit anderen salafistischen Predigern wie Abdul Adhim Kamouss und Pierre Vogel im Streit. Beide vertreten zwar ein fundamentalistisches Weltbild, lehnen den IS aber entschieden ab und warnen ihre Anhänger davor, sich der Terrormiliz anzuschließen. Der IS rief seine Anhänger daher zur Tötung von Vogel auf. Vogel postete nach der Festnahme Walaas auf seiner Facebookseite: „Möge Allah uns vor dem Übel des ‚Abu Walaa‘ und seinen Lügen bewahren.“

## Ermittlungen
Obwohl die Behörden schon länger gegen Abu Walaa ermittelten und der Verfassungsschutz ihn beobachtete, konnten ihm über einen langen Zeitraum keine strafbaren Handlungen nachgewiesen werden. Die Bundesanwaltschaft fand schließlich im Deutsch-Türken Anil O. (Jahrgang 1994) einen Kronzeugen. Er berichtete, wie Abu Walaa ihn in seiner Hildesheimer Moschee für den Dschihad begeisterte. O. war im August 2015 mit seiner Familie aus Deutschland über die Türkei nach Syrien gereist und hatte sich der Terrororganisation Islamischer Staat (IS) angeschlossen. Dort wurde er im Umgang mit Waffen ausgebildet. Er forderte von Syrien aus Muslime in Deutschland auf, ebenfalls in das vom IS kontrollierte Gebiet zu kommen. Der Generalbundesanwalt ließ O. Ende September 2016 bei seiner Rückkehr aus Syrien am Flughafen Düsseldorf festnehmen.
Anis Amri, der 2016 den Anschlag auf den Berliner Weihnachtsmarkt an der Gedächtniskirche verübte, soll zum Netzwerk Walaas gehört haben. Auch Dasbar W., der wegen IS-Mitgliedschaft zu fünf Jahren und sechs Monaten verurteilt wurde, hat bei Walaa ein Seminar im mittlerweile verbotenen Moschee-Verein Deutschsprachiger Islamkreis (DIK) in Hildesheim besucht.

## Festnahme
Am Morgen des 8. November 2016 nahm die Polizei Abu Walaa in Bad Salzdetfurth und vier mutmaßliche Komplizen in Hildesheim sowie Nordrhein-Westfalen fest. Ihnen wurde die Unterstützung einer ausländischen terroristischen Vereinigung nach § 129b StGB vorgeworfen. Der nordrhein-westfälische Innenminister Ralf Jäger sagte nach der Festnahme: „Uns ist ein empfindlicher Schlag gegen Chefideologen der salafistischen Szene in Deutschland gelungen. […] Es ist heute zum Abschluss gekommen, was über viele Monate in guter Zusammenarbeit der Landeskriminalämter in Niedersachsen, Nordrhein-Westfalen und der Bundesanwaltschaft ermittelt wurde.“

## Verurteilung
Vor dem Staatsschutzsenat des Oberlandesgerichts Celle begann am 26. September 2017 der Strafprozess gegen Abu Walaa und vier weitere mutmaßliche Islamisten seines Netzwerks. Sie sollen Jugendliche als Kämpfer für den IS motiviert und sie auf den Weg in den Nahen Osten gebracht haben. Die Anklage des Generalbundesanwalts wirft Walaa eine Mitgliedschaft in einer ausländischen terroristischen Vereinigung vor, den anderen vier Angeklagten die Unterstützung dieser ausländischen terroristischen Vereinigung. Das Verfahren gegen den vierten Mitangeklagten wurde nach dessen Geständnis vom Verfahren abgekoppelt und hat im April 2020 zu einer Verurteilung zu drei Jahren und drei Monaten Haft geführt. Noch im September 2020 lief der Prozess gegen Abu Walaa und drei Mitangeklagte. Am 24. Februar 2021 wurde er wegen Unterstützung und Mitgliedschaft in einer terroristischen Vereinigung schuldig gesprochen und zu einer Freiheitsstrafe von zehneinhalb Jahren verurteilt. Gegen das Urteil wurde Revision eingelegt, welche vom Bundesgerichtshof abgewiesen wurde. Somit wurde das Urteil im September 2022 rechtskräftig.
Anfang 2024 wurde bekannt, dass der Landkreis Viersen beabsichtigt, den in der Justizvollzugsanstalt Willich I einsitzenden Abu Walaa auszuweisen. Dagegen reichte er eine Klage und einen Eilantrag vor dem Verwaltungsgericht Düsseldorf ein; im Mai 2024 wurde der Eilantrag und im Juni 2025 die Klage abgewiesen. Ob er nach Verbüßung seiner Haftstrafe tatsächlich in den Irak abgeschoben werden darf, war allerdings nicht Gegenstand dieses Urteils. Dazu ist derzeit noch ein Asylverfahren beim Bundesamt für Migration und Flüchtlinge anhängig, in dem unter anderem geprüft wird, ob ihm bei einer Abschiebung in den Irak Folter oder die Todesstrafe droht; das Verwaltungsgericht hat daher diesen Punkt der Klage abgetrennt und wird darüber erst zu einem späteren Zeitpunkt entschieden. Die Richterin urteilte, die von ihm ausgehende gegenwärtige Gefahr für die öffentliche Sicherheit wiege so schwer, dass auch die Belange seiner vier ehelichen Kinder sowie seiner drei Kinder mit seiner weiteren Ehefrau nach islamischem Ritus, die alle deutsche Staatsangehörige sind, der Ausweisung nicht entgegenständen. Das Urteil des Verwaltungsgerichts Düsseldorf ist noch nicht rechtskräftig.